# 奧托·哈塞

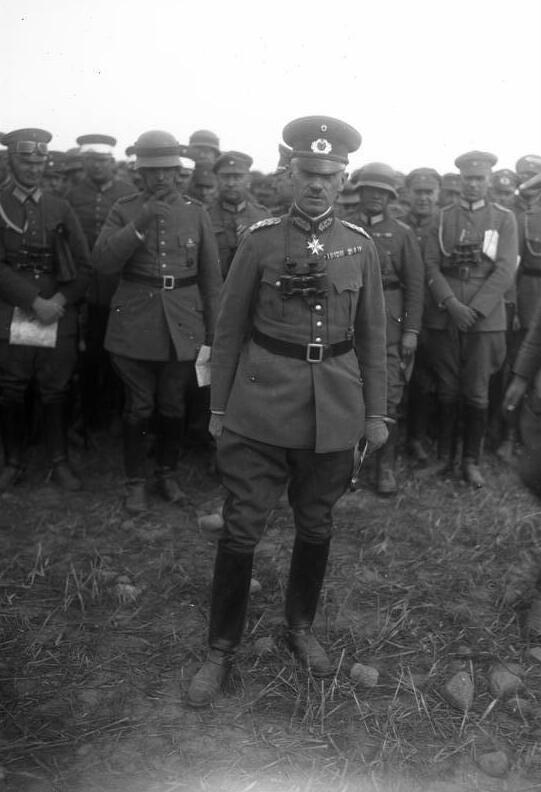
奧托·哈塞

奧托·哈塞（Otto Hasse，1871年6月21日— 1942年9月28日）是一位德国陆军步兵上將，在1923-1925年间担任部队办公室负责人。
1923年，他作为部队办公室负责人前往莫斯科，与苏方就拉巴洛条约进行秘密谈判，商议威瑪防衛軍和苏联红军的合作事项。他于1929年4月1日出任第1集团指挥部（Gruppenkommandos I）司令。他于1932年退役。
他去世後被葬在柏林荣军公墓。